# Hochland SE
Hochland SE med hovedkvarter i Heimenkirch i Allgäu er en tysk osteproducent. De har over 17 forskellige oste-mærker og omsatte i 2020 for 1,63 mia. euro.
I 1880 blev Emmenthaler-grossisten Bonifaz Kohler KG grundlagt i Goßholz. I 1927 grundlagde Georg Summer og Robert Reich "Hochland Käsewerk" i Goßholz i Lindenberg.

## Kritikken
Efter Ruslands angrebskrig mod Ukraine i 2022 fortsatte Hochland med at holde fast i sin russiske forretning. Hochland driver tre fabrikker der med omkring 1600 ansatte. Virksomheden begrundede denne tilgang med, at den ikke ønskede at straffe befolkningen i Rusland, men i stedet indførte et reklame- og investeringsstop på det russiske marked. I det første år efter krigen var virksomheden i stand til at øge sin omsætning på det russiske marked fra 100 millioner til omkring 510 millioner euro. I 2024 meddelte Hochland, at man havde til hensigt at investere i den russiske forretning igen.